# Geršom ben Jehuda
Geršom ben Jehuda (asi 960, Mety – 1028 nebo 1040, Mohuč), známý též jako rabejnu Geršom (hebrejsky רבנו גרשום‎, „náš učitel Geršom“) a díky své reputaci označovaný jako Me'or ha-gola (מאור הגולה‎, „světlo exilu“), byl významný aškenázský rabín, talmudista a halachista. Je znám mimo jiné pro rabínský synod, který svolal kolem roku 1000 n. l. do Mohuče, na němž ustanovil řadu zákonů a zákazů, včetně zákazu polygamie či nutnosti souhlasu obou stran k rozvodu.

## Biografie
Narodil se v Metách v Lotrinsku, které bylo součástí Svaté říše římské. Jeho otcem a učitelem byl Jehuda ben Me'ir ha-Kohen, jenž byl jednou z největších rabínských autorit své doby. Po smrti první manželky se oženil s vdovou Bonou a usadil se v Mohuči, kde se věnoval učení Talmudu. Mezi jeho žáky patřili například Eliezer ben Jicchak ha-Gadol nebo Ja'akov ben Jakar, učitel Rašiho. Díky jeho učení se oblast Porýní stala novým duchovním centrem evropského židovstva.
Z jeho díla se dochovala pouze malá část. Jeho učení se tak zachovalo především prostřednictvím jeho žáků. Podle různých zdrojů měl provést revizi celého Talmudu. Jeho významným počinem byl pokus o sjednocení rabínské autority nad roztříštěným židovským osídlením. Prostřednictvím synodů se pokusil shromáždit zástupce všech židovských obcí a diskutovat s nimi problémy, existující v různých částech Evropy. Je obtížné určit, která z nařízení jsou skutečně jeho, a která mu byla přiřčena z úcty k jeho autoritě. Mezi nařízení a zákazy (takanot), které jsou mu připisovány, patří například:
- Místní židovský soud má pravomoc nejenom nad židy dané židovské obce, nýbrž nad všemi židy nacházejícími se v témže městě. Cílem bylo zabránit porušování místních zvyků s odůvodněním, že daný zvyk není dodržován v jiné židovské obci.
- Pokud člen židovské obce vlastní synagogu, nesmí z osobních důvodů bránit nikomu v účasti na bohoslužbě.
- Menšina musela akceptovat nařízení většiny, aby byla zachována společná síla komunity.

Přibližně v roce 1000 n. l. svolal do Mohuče synod, na němž bylo rozhodnuto o následujícím:
- zákaz polygamie,
- nezbytnost získání souhlasu obou stran k rozvodu,
- úprava nařízení, týkajících se lidí, kteří byli donuceni ke konverzi,
- zákaz otevírání korespondence, adresované někomu jinému.

Nařízení o zákazu polygamie a nutnosti získat souhlas obou stran k rozvodu Geršomovi přiřkl rabín Me'ir z Rothenburgu (1220–1293).